# Yves Coppieters
Yves Coppieters 't Wallant ou Yves Coppieters, né le 27 novembre 1968 à Bruxelles, est un médecin, épidémiologiste et homme politique belge, membre du parti Les Engagés.
Il est élu député fédéral en 2024, puis nommé ministre de la Santé, de l'Environnement, des Solidarités et de l'Économie sociale du Gouvernement de Wallonie et ministre de la Santé, de l’Égalité et des Droits des Femmes du Gouvernement de la Communauté française de Belgique.

## Biographie
Né à Bruxelles en 1968, Yves Coppieters est issu de la famille Coppieters 't Wallant. Sa mère est peintre.
Il étudie à l'Université libre de Bruxelles (ULB) et obtient des diplômes de médecine, de médecine tropicale, de méthodes statistiques ainsi qu'un doctorat en santé publique en 2000. Il devient enseignant-chercheur à l'École de santé publique et à la faculté de médecine de l'ULB et se spécialise dans l'épidémiologie des maladies chroniques, les maladies cardiovasculaires, la santé internationale, la formation des personnels de santé, la promotion de la santé publique, l'analyse des systèmes de données dans les soins de santé et la planification et l'évaluation des services de santé. Médecin et épidémiologiste belge, il a également publié plus de 120 articles dans des revues internationales et est devenu professeur invité à la Haute École libre de Bruxelles - Ilya Prigogine.
Pendant la pandémie du COVID-19, Coppieters, en tant qu'expert en épidémiologie, a régulièrement fourni des explications dans les médias francophones. Durant cette période, il accueille aussi une famille ukrainienne chez lui. Il est expert auprès de la Commission spéciale chargée d'enquêter sur l'approche de la pandémie du coronavirus en Belgique, constituée par la Chambre des représentants et participe à l'élaboration d'un rapport final contenant des recommandations pour parvenir à une approche globale de la politique de santé.
En 2020, il conduit une étude sur l’impact du COVID-19 pour le compte de l'Aviq (agence de santé wallonne) en tant que professeur à l’École de santé publique de l’ULB.
En septembre 2023, Coppieters rejoint Les Engagés. Maxime Prévot, président de ce mouvement politique, lui confie la tâche de défendre le parti lors des élections législatives fédérales de juin 2024 en tant que chef du parti dans la circonscription du Brabant wallon et y a été élu député à la Chambre des représentants.